# Дубай Медіа Сіті
Дубай Медіа Сіті (DMC) (араб. مدينة دبي للإنترنت англ. Dubai Media City) - частина Dubai Holding, є вільною економічною зоною в Дубаї, Об'єднані Арабські Емірати.

## Історія та профіль
Дубай Медіа Сіті був заснований та побудований у 2000 році та відкрито в січні 2001 урядом Дубая, щоб посилити позиції ОАЕ у ЗМІ. З тих пір він став регіональним центром для медіа-організацій, включаючи інформаційні агентства, видавництва, онлайн-ЗМІ, рекламу, виробництво та телерадіомовлення. База для інфраструктури (наприклад, волоконно-оптичні кабелі) вже була створена для легкого створення фірм, а її візові та операційні процедури пом'якшені для компаній, що працюють у межах DMC.
Дубай Медіа Сіті став основним центром медіа-індустрії в країнах РСАДПЗ і на Близькому Сході, де понад 1300 компаній зареєстровано у вільної зоні, звідки вони обслуговують увесь регіон. У ньому також розміщується Міжнародна рада з крикету, керівний орган гри в крикет у світі, який раніше був розташований у  Лондоні до 2005 року.
14 квітня 2005 року ірландська вокальна поп-група Westlife провела концерт для свого The No 1's Tour на підтримку свого альбому ...Allow Us to Be Frank.

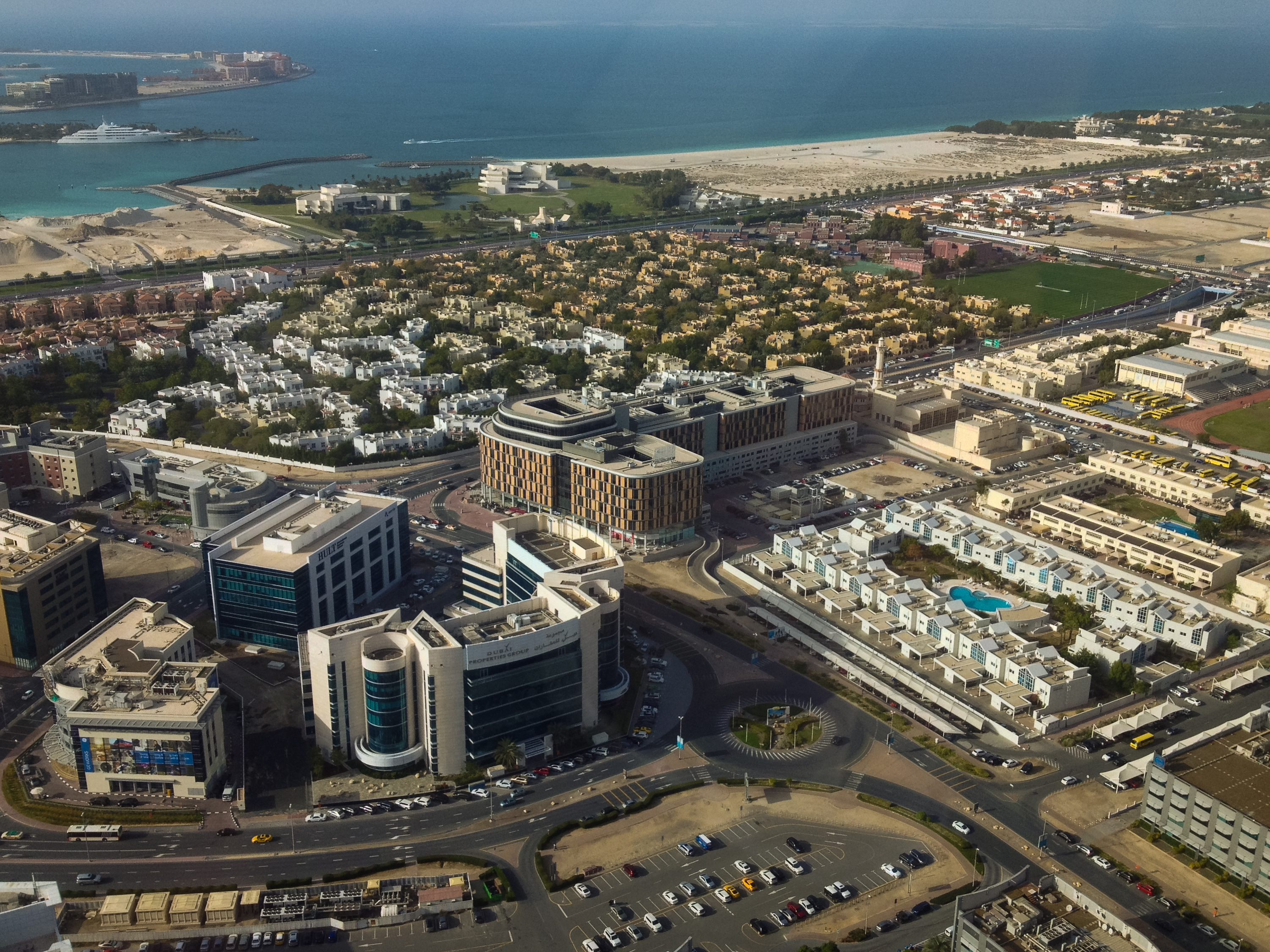
Дубай Медіа Сіті

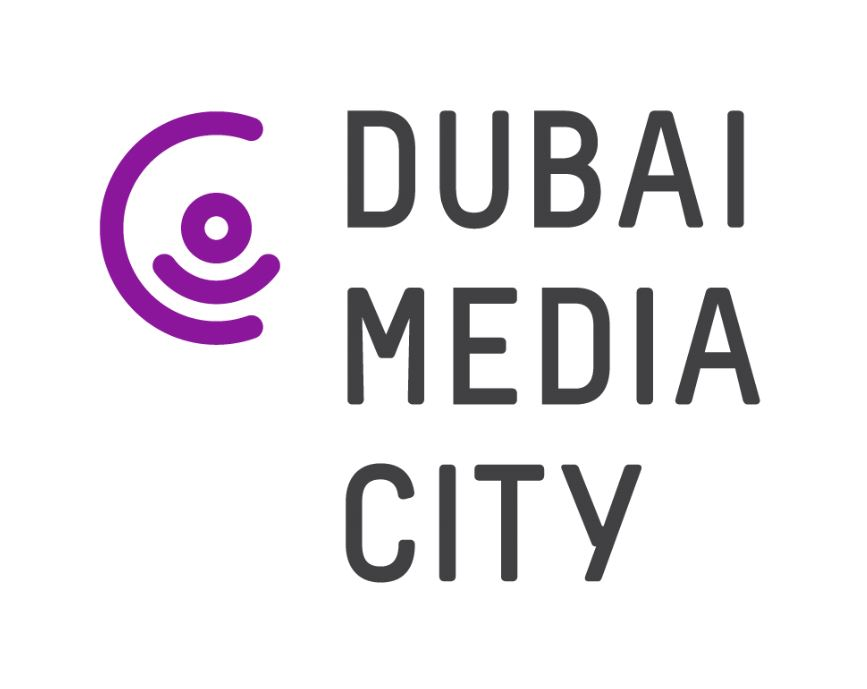
Вхідний логотип Дубай Медіа Сіті, березень 2015 року

## Цензура
16 листопада 2007 року уряд Дубая наказав Tecom (реалізований Du Samacom, відключивши їхні потоки SDI та ASI) закрити пакистанські незалежні та приватні канали Geo News TV та ARY One World на вимогу військового режиму Пакистану, очолюваного генералом і президентом Первез Мушарраф. Пізніше політики в Дубаї дозволили цим каналам транслювати свої розважальні програми, але новини, поточні події та політичну аналітику було заборонено транслювати. Пізніше, однак, умови були зняті, але помітна різниця спостерігалася у висвітленні Geo TV та ARY OneWorld.
13 квітня 2008 року du EITC – другий телекомунікаційний оператор в ОАЕ – оголосив, що весь його трафік буде маршрутизуватися через цензурний проксі ОАЕ, який блокує доступ до будь-якого вмісту, який вважається «невідповідним». 30 січня 2008 року інцидент виявив розмір проблеми, коли було сказано, що волоконно-оптичні кабелі між Палермо, Італія, та Олександрією, Єгипет, були пошкоджені. Відбулося значне сповільнення зв'язку. Телекомунікаційна компанія ОАЕ та постачальник інтернет-послуг DMC du EITC були одними з найбільш постраждалих. Оскільки du EITC має монополію у вільних зонах, клієнти не мали альтернативного підключення під час відключення. 19 грудня 2008 року три підводні кабелі між Італією та Єгиптом були знову пошкоджені, що порушило Інтернет і телефонний зв'язок між ОАЕ та Європою, як повідомляє Bloomberg.

## Вежі
Всього в Дубай Медіа Сіті побудовано або планується побудувати 84 вежі.
| 1. Mövenpick Dubai Pearl 2. Dubai Pearl Hotel Tower 1 3. Dubai Pearl Hotel Tower 2 4. Omnix North Tower 5. Omnix South Tower 6. Dubai Pearl Dana Tower 7. Dubai Pearl Lulwa Tower 8. Dubai Pearl Mahara Tower 9. Jumana Tower Dubai Pearl 10. Al Kazim Tower 1 11. Al Kazim Tower 2 12. The One Tower 13. Al Salam Tecom Tower 14. Al Attar Skyspiral 15. AAM Tower 16. Sidra Tower 17. ARY Digital Tower 18. Media 1 Tower 19. Dubai Jewel Tower 20. Shatha Tower | 1. Al Yassat Tower 2. Dalma Tower 3. Concord Tower 4. I-Rise 5. Al Sufouh Tower 1 6. Al Sufouh Tower 2 7. Shaiba Tower 1 8. Shaiba Tower 2 9. Ahmed Ali Abdullah Al Abdullah Tower 10. Al Thuraya Tower 2 11. Emirates Airlines Staff Accommodation 12. Ahmad Ali Abdulla Al Abdulla Building 13. Al Thuraya Tower 1 14. Executive Heights 15. Grosvenor Business Tower 16. Madison Residency 17. Telal's Tower 18. Smart Heights 19. Media Rotana Hotel Tower 1 20. Media Rotana Hotel Tower 2 | 1. Millennium Towers Hotel 2. Rashid Mohammed Al Mazroui Tower 3. Millennium Towers Residence 4. Red Tower 5. Ayad Hassan Bin Habshi Building 6. Mr. Mohammad Bin Hassan Al Muhana Building 7. Adel Al Hussaini Building 8. Tebyan Clarity Tower 9. Mohammed Ahmed Dadabhai Building 10. Al Shahd Tower 11. Oasis Residence 12. Al Abdullah Tower 13. Abdul Jaleel Mahdy Al Esmawy Building 14. Khalid Salem Ahmed Basuliman Building 15. Mazoon Hotel Apartments 16. Al Hoton Building 17. Cayan Business Center 18. The Icon 19. Abdulrahman Mohamed Taher Mohamed Wali Tower 20. Leader Tower 21. Saleh Bin Lahej Building 22. Ramee Guestline Hotel Apartments 23. Business Central Towers |